# Svetozar Marković
Svetozar Marković (în sârbă Светозар Марковић; n. 9 septembrie 1846, Zaicear, Zaječar, Serbia – d. 26 februarie 1875, Trieste, Austro-Ungaria) a fost un activist politic, critic literar și filozof socialist sârb, cunoscut pentru elaborarea unei filozofii antropologice cu un program concret de transformare socială. Supranumit „Nikolai Dobroliubov al Serbiei”, a jucat un rol seminal în dezvoltarea gândirii socialiste în spațiul sârb. Este inclus în lista Cei 100 cei mai proeminenți sârbi.

## Tinerețea
Svetozar Marković s-a născut în orașul Zaječar la 9 septembrie 1846, fiind fiul unui funcționar de poliție. A susținut, într-o mărturie personală că avea parțial origine albaneze. Copilăria și-a petrecut-o în satul Rekovac și apoi în orașul Jagodina, iar în 1856 familia sa s-a stabilit la Kragujevac.
În 1860 a început studiile la gimnaziul din Belgrad, iar în 1863 a fost admis la Velika škola, cea mai înaltă instituție de învățământ din Serbia la acea vreme. Aici și-a cultivat interesul pentru literatură și politică, fiind profund influențat de operele reformatorului lingvistic Vuk Karadžić și de ideile liberale ale lui Vladimir Jovanović, unul dintre liderii mișcării liberale sârbe.
Datorită rezultatelor academice excepționale obținute la Belgrad, profesorii săi l-au nominalizat în unanimitate pentru o bursă postuniversitară în străinătate. A ales să studieze în Imperiul Rus, la Sankt Petersburg, fiind admis la Institutul de Inginerie a Comunicațiilor „Alexandru I”.

## Studii în străinătate
Timp de trei ani, Marković a trăit în Imperiul Rus, unde a intrat sub influența radicalilor ruși ai anilor 1860, adepți ai socialismului agrar promovat de Nikolai Cernîșevski – autor și editor al revistei Sovremennik („Contemporanul”), condusă de Nikolai Nekrasov. În această perioadă, Marković i-a cunoscut pe Dmitri Pisarev și pe Liuben Karavelov, acesta din urmă participând ulterior ca voluntar în Războiul sârbo-otoman (1876–1878) și alăturându-se ulterior contingentului bulgar neregulat în timpul războiului ruso-turc din 1877–1878.
Alături de intelectuali precum Mihail Katkov, Konstantin Pobedonostev și Aleksei Suvorin, Marković a început să răspândească în secret ideile democratice în rândul țărănimii. Empatia sa profundă față de suferințe umane l-a determinat să condamne vehement metodele brutale folosite împotriva activiștilor, în special abuzurile împotriva prizonierilor politici, precum și represiunea autorităților față de mișcările revoluționare. Această poziție fermă l-a apropiat, temporar, de susținătorii reformelor constituționale, evidențiind angajamentul său pentru o schimbare socială pașnică și echitabilă.

## Refugiu în Elveția și întoarcerea în Serbia
Expus pericolului de arestare datorită simpatiilor sale socialiste și afilierilor revoluționare, Marković a părăsit teritoriul Rusiei, refugiindu-se la Zürich, Elveția, pentru a-și continua activitatea politică. Aici, s-a alăturat comunității de exilați politici, printre care liderul revoluționar Johann Philipp Becker, transformând orașul într-un centru al dezbaterilor ideologice. La ETH Zürich (Politehnica Federală din Zürich), și-a reluat studiile întrerupte, iar în timpul liber a continuat să scrie articole pe teme sociale și politice. Totuși, implicarea sa în politică i-a afectat din nou parcursul academic. Bursa sa a fost retrasă după publicarea articolului Naše obmane („Iluziile noastre”) în ziarul Zastava în 1869, în care critica Constituția Serbiei și regimul politic.
După suspendarea bursei, s-a întors la Belgrad, aducând cu sine idei revoluționare. Acolo i-a cunoscut pe jurnalistul Pera Todorović, unul dintre viitorii fondatori ai Partidului Radical Popular, pe soția acestuia, jurnalista Milica Ninković, și pe alți tineri intelectuali dornici de schimbare. Marković a atras imediat atenția și, între 1868 și moartea sa prematură, a devenit una dintre figurile centrale în eforturile Serbiei de a-și revendica teritoriile istorice și de a se alătura comunității națiunilor.

## Activitate politică din Serbia
La scurt timp după revenirea sa, Marković a reunit un mic grup de studenți, printre care și viitorul lider radical Nikola Pašić. În acea perioadă, Serbia era condusă de o regență în numele prințului Milan, instaurată din 1868. În primăvara anului 1869, Partidul Liberal Sârb a semnat un acord cu regența, adoptând o constituție care instituia o adunare legislativă lipsită de putere reală. Marković a denunțat acest compromis ca fiind o trădare și a format un partid radical de mici dimensiuni.
Marković și-a propus să preia controlul asupra aripii tinere Omladina de la Partidul Liberal. Congresul Omladina s-a întrunit la sfârșitul lunii august 1870 în orașul sârbesc Novi Sad, aflat atunci sub stăpânirea Austro-Ungariei, dar situat aproape de granița Serbiei. Marković și radicalii săi au propus o rezoluție care cerea descentralizarea și o serie de măsuri sociale, începând cu: „Soluționarea problemei naționalităților din Austria-Ungaria și a Chestiunii Orientale, pe principiul 'umanității libere'.”
Susținătorii liberali ai lui Vladimir Jovanović au răspuns printr-un apel la o politică externă agresivă, susținând că problemele interne trebuie să fie secundare față de unificarea slavilor sudici. S-a ajuns la un compromis, prin care s-a adoptat o strategie ce îmbina descentralizarea cu o politică externă expansionistă.
La 1 iunie 1871, Svetozar Marković a lansat primul ziar socialist din Serbia, Radenik („Muncitorul”), avându-l pe Đura Ljočić în funcția de redactor-șef. Publicația a menținut un echilibru subtil între promovarea ideilor radicale și evitarea unor declarații care ar fi putut provoca interzicerea imediată. Deși a cunoscut un succes considerabil, în rândul cititorilor, Radenik a fost rapid etichetat de establishment ca fiind primul periodic socialist din Balcani, stârnind reacții virulente. Un grup de deputați ai Adunării Naționale a Serbiei a acuzat Radenik că propagă comunismul, „subminând astfel fundamentele statului: credința, morala și proprietatea privată”.
În martie 1872, guvernul a decis să-l aresteze pe Marković, dar acesta, fiind avertizat în prealabil, a fugit peste râul Sava, pe teritoriul ungar. Tensiunile au escaladat când Radenik a publicat un articol controversat care-l prezenta pe Iisus Hristos ca pe un comunist și revoluționar, interpretând învățăturile sale prin prisma egalității sociale. Folosindu-se de acest pretext, autoritățile a interzis ziarul în mai 1872, sub acuzația de blasfemie și trădare.

## Serbia în Est
Marković și-a început cariera literară în iunie 1872 cu lucrarea Srbija na istoku („Serbia în Est”), publicată la Novi Sad. În această analiză a istoriei Serbiei, el interpretează societatea sârbă de dinaintea Primei Răscoale Sârbești din 1804 nu ca fiind divizată în principal pe criterii religioase, ci mai degrabă de clasa socială. Marković susținea că revolta sârbă împotriva otomanilor a avut un caracter preponderent social, mai degrabă decât religios. El considera că organizarea socială a țăranilor sârbi, care au jucat un rol central în răsturnarea stăpânirii otomane, era insuficientă pentru a preveni transformarea noului stat într-un despotism, ce a dus rapid la apariția unei birocrații parazitare.
Marković argumenta că expansiunea Serbiei sub controlul acestei birocrații nu ar duce la o mai mare libertate, ci doar la consolidarea puterii ei. Ca alternativă, el propunea un federalism democratic, idealizând vechea structură familială balcanică, zadruga, și susținând că statul ar trebui să se limiteze la coordonarea activităților opštine (comunități locale organizate pe principiul zadruga). În esență, el promova o Serbie federală și revoluționară, afirmând:
| “ | Ideea unității sârbe este cea mai revoluționară idee existentă în Peninsula Balcanică, de la Istanbul la Viena. Această idee conține deja necesitatea distrugerii Turciei și Austriei, sfârșitul Serbiei și Muntenegrului ca principate independente și revoluția în întregul sistem politic al poporului sârb. Un nou stat sârb va lua naștere din părți ale acestor două imperii și două principate sârbești – acesta este sensul unificării sârbe. | ” |

În această perioadă, Marković studia intens socialismul, iar viziunea sa asupra Serbiei a stat la baza dezvoltării unei mișcări politice, al cărei părinte spiritual a devenit. Ani mai târziu, această mișcare avea să fie considerată, de către unii, precursorul Partidului Social-Democrat Sârb, condus de Dimitrije Tucović.

## Întoarcerea în Serbia
În timpul exilului, Svetozar Marković și-a continuat activitatea politică și ideologică. Din cauza activităților sale în Novi Sad, a fost expulzat de autoritățile maghiare, iar la sosirea în Serbia a fost arestat imediat. La acel moment, era deja cunoscut în Europa de Est datorită cărții sale Serbia în Est, publicată recent în 1872. Noul prim-ministru, Jovan Ristić, l-a eliberat însă rapid.
La 8 noiembrie 1873 a fost lansat ziarul Javnost („Publicul”) la Kragujevac, avându-l pe Marković ca redactor-șef. Inițial, publicația a adoptat un ton moderat față de noul guvern conservator, care preluase puterea cu doar câteva săptămâni înainte de apariția publicației. Însă, criticile Javnost au devenit rapid din ce în ce mai aspre. Nemulțumit, guvernul și-a pierdut răbdarea și, la 8 ianuarie 1874, Marković a fost arestat, deși la acel moment renunțase deja la conducerea editorială. Între timp, susținătorii săi au lansat un alt ziar, Glas Javnosti („Vocea Publicului”), anticipând că Javnost va fi interzis.

## Procesul
Marković suferea de probleme de sănătate de ceva vreme, iar detenția într-o celulă umedă și slab încălzită din închisoarea din Požarevac i-a agravat starea. Procesul său pentru „crime de presă” a început la 19 februarie 1874. Apărându-se împotriva acuzației că ar fi „insultat” Adunarea Națională prin catalogarea acesteia drept o simplă societate de dezbateri, Marković a susținut că nu făcuse decât să spună adevărul. Apoi, și-a construit apărarea pe principiul libertății presei. Referitor la acuzația că ar fi susținut „dreptul poporului de a-l răsturna pe un prinț care îi face rău și de a-l înlocui cu unul bun”, el a negat că aceasta ar fi fost o incitare la revoluție, afirmând că vorbea într-un cadru teoretic. A subliniat că, cu 16 ani înainte de proces, poporul sârb și Adunarea Națională exercitaseră exact acest drept: în 1858, l-au detronat pe prințul Alexandru Karađorđević și l-au readus pe tron pe Miloš Obrenović, tatăl actualului prinț Milan.
Procesul a atras un public numeros, incluzând mulți țărani locali. Drept urmare, Marković a devenit un simbol al nemulțumirii tot mai mari față de guvern. Verdictul de vinovăție era inevitabil, dar sentința – 18 luni de închisoare – a fost relativ ușoară. Însă, starea sa de sănătate s-a deteriorat rapid, iar boala sa s-a transformat în tuberculoză. Sentința a fost ulterior redusă la nouă luni, însă existau îndoieli serioase că va supraviețui detenției. A fost eliberat la 16 noiembrie 1874 și s-a retras la Jagodina pentru a se recupera.
În timpul detenției lui Marković și pe fondul notorietății generate de procesul său, socialiștii au reușit, pentru prima dată, să obțină locuri în Adunarea Națională a Serbiei. Un grup mic, dar vocal, care susținea ideile sale, s-a format în jurul politicianului sârb Adam Bogosavljević. Ignorând avertismentele că ar trebui să își recupereze sănătatea, Marković nu a putut rămâne în umbră. La 1 ianuarie 1875, a lansat ziarul Oslobođenje („Eliberarea”), unde și-a menținut discursul incisiv, într-o perioadă în care represiunea împotriva socialiștilor era în plină desfășurare. În cele din urmă, poliția i-a oferit o alegere: fie să se predea, fie să părăsească Serbia. Conștient că o nouă detenție ar fi echivalat cu o condamnare la moarte, Marković a ales exilul.

## Moartea
Svetozar Marković a plecat spre Viena la bordul unui vapor care naviga pe Dunăre. La destinație, medicii i-au confirmat că boala era incurabilă și i-au recomandat să se stabilească în Dalmația, unde clima mai blândă putea oferi o ușurare temporară. A continuat călătoria spre Trieste, dar a suferit un colaps brusc în hotelul unde se caza. Starea critică nu i-a permis să se recupereze, iar la 26 februarie 1875, a încetat din viață la vârsta de 28 de ani. Mormântul său se află în Jagodina, localitatea în care a trăit cei mai mulți ani ai tinereții.

## Lucrări (selecție)
- Pevanja i mišljenja (1869)
- Realnost u poeziji (1870)
- Srbija na Istoku (1872)
- Načela narodne ekonomije (1874)